# Wojciech Gerson
Wojciech Gerson (1º luglio 1831 – 25 febbraio 1901) è stato un pittore polacco.
Annoverato tra i principali rappresentanti della scuola polacca del Realismo durante l'epoca della spartizione della Polonia, fu a lungo professore della Scuola di Belle Arti di Varsavia. Nel corso della sua vita, fu l'insegnante di alcuni dei più importanti esponenti del neo-romanticismo polacco tra cui Józef Chełmoński, Leon Wyczółkowski, Władysław Podkowiński, Józef Pankiewicz e Anna Bilińska-Bohdanowiczowa. Scrisse inoltre recensioni artistiche e pubblicò un libro di anatomia specificatamente edito per gli artisti. Un gran numero di suoi dipinti fu trafugato dalla Germania nazista nella seconda guerra mondiale e diverse opere non sono mai state recuperate.

## Biografia
Gerson nacque nella città di Varsavia, nel periodo storico in cui ebbe luogo la rivolta di novembre scatenata contro l'impero russo. Si iscrisse all'Istituto delle belle arti di Varsavia nel 1844 e si laureò con lode nel 1850. Nel 1853 Gerson ricevette una borsa di studio per l'Accademia delle arti di San Pietroburgo e trascorse due anni a studiare pittura storica con il professore Alexej Markov. A San Pietroburgo si diplomò con una medaglia d'argento e tornò a Varsavia nel 1855. Nel 1856 partì alla volta di Parigi e studiò con Léon Cogniet e altri artisti. Gerson tornò in Polonia nel febbraio 1858 e, malgrado risiedette a Varsavia per il resto della sua vita, non mancò di compiere saltuariamente dei viaggi all'estero fino alla fine del secolo.
Gerson fu cofondatore della Società di belle arti "Zachęta", nata nel 1860. Si trattò della prima entità del suo genere nata a Varsavia sotto l'occupazione straniera. Nel 1865 iniziò a insegnare arte nel proprio laboratorio e, nel 1872, divenne professore all'Istituto delle belle arti di Varsavia, in seguito rinominata Accademia. Qui istruì un'intera generazione di futuri artisti polacchi, fino a quando non si ritirò dalla sua attività nel 1896. Gerson spronò i suoi studenti a compiere escursioni paesaggistiche all'aperto e studi di genere, evento che ebbe un notevole impatto sui lavori di Józef Chełmoński, il grande pittore a cui è intitolato il museo di Sukiennice. Un suo influsso si avverte anche nelle opere di Leon Wyczółkowski, il principale pittore di aree coltivate del movimento della Giovane Polonia, o in quelle di Antoni Piotrowski, ben conosciuto anche nella lontana Bulgaria per le epiche scene di guerra da lui immortalate. Merita inoltre di essere menzionato l'impressionista Władysław Podkowiński, ma furono vari i suoi contemporanei che si formarono sotto la guida di Gerson. Quest'ultimo ottenne il titolo di accademico dall'Accademia delle belle arti di San Pietroburgo nel 1873 e fu nominato professore nel 1878.
Gerson si distinse anche come architetto e critico d'arte. In Polonia è molto amato per i suoi dipinti storici di natura patriottica, per le scene di vita di campagna e per i paesaggi montani. Gerson morì a Varsavia all'età di settant'anni, venendo poi sepolto nel Cimitero evangelico della Confessione di Augusta di Varsavia. I suoi dipinti risultano esposti al Museo nazionale di Varsavia, al Museo dell'Alta Slesia di Bytom, in sedi secondarie del Museo nazionale della Polonia e in alcune chiese.

## Selezione di opere pittoriche storiche

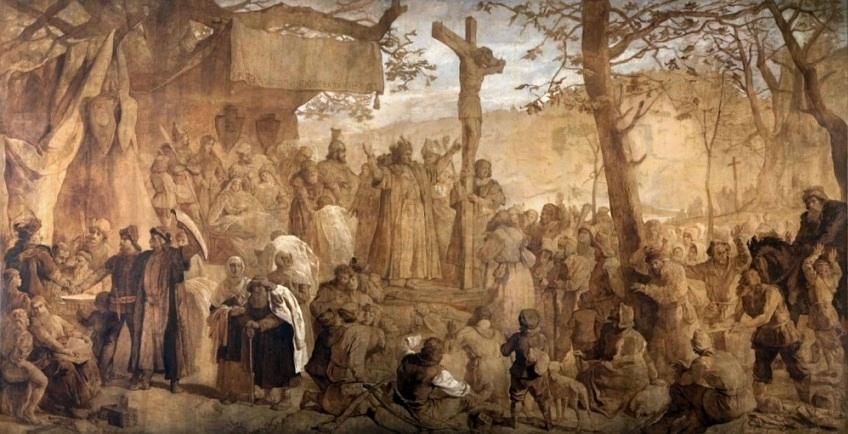
Il battesimo della Lituania, Museo della Collezione di Giovanni Paolo II
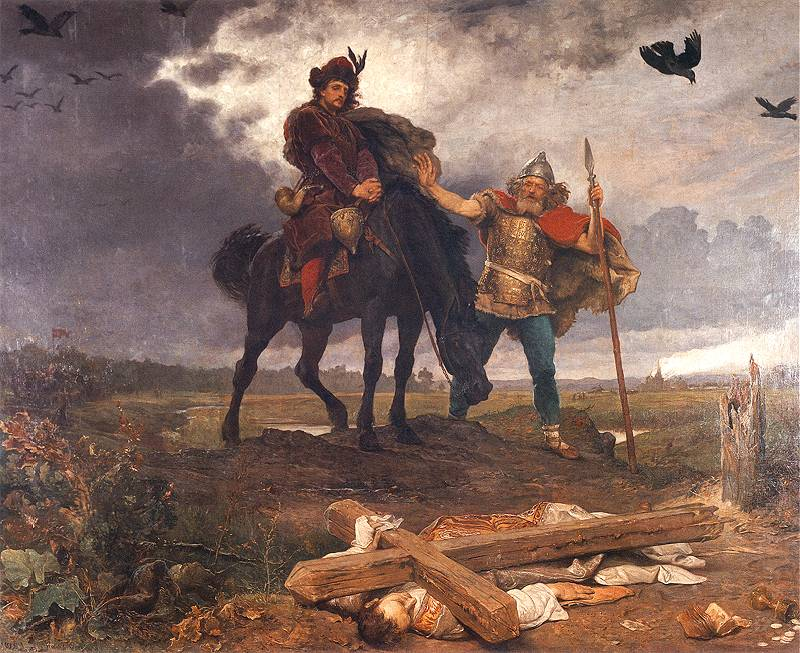
Kazimierz Odnowiciel, Museo nazionale di Breslavia
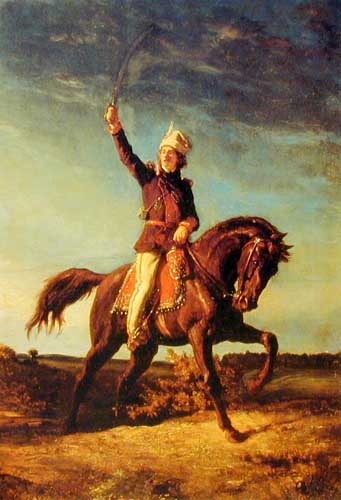
Kościuszko
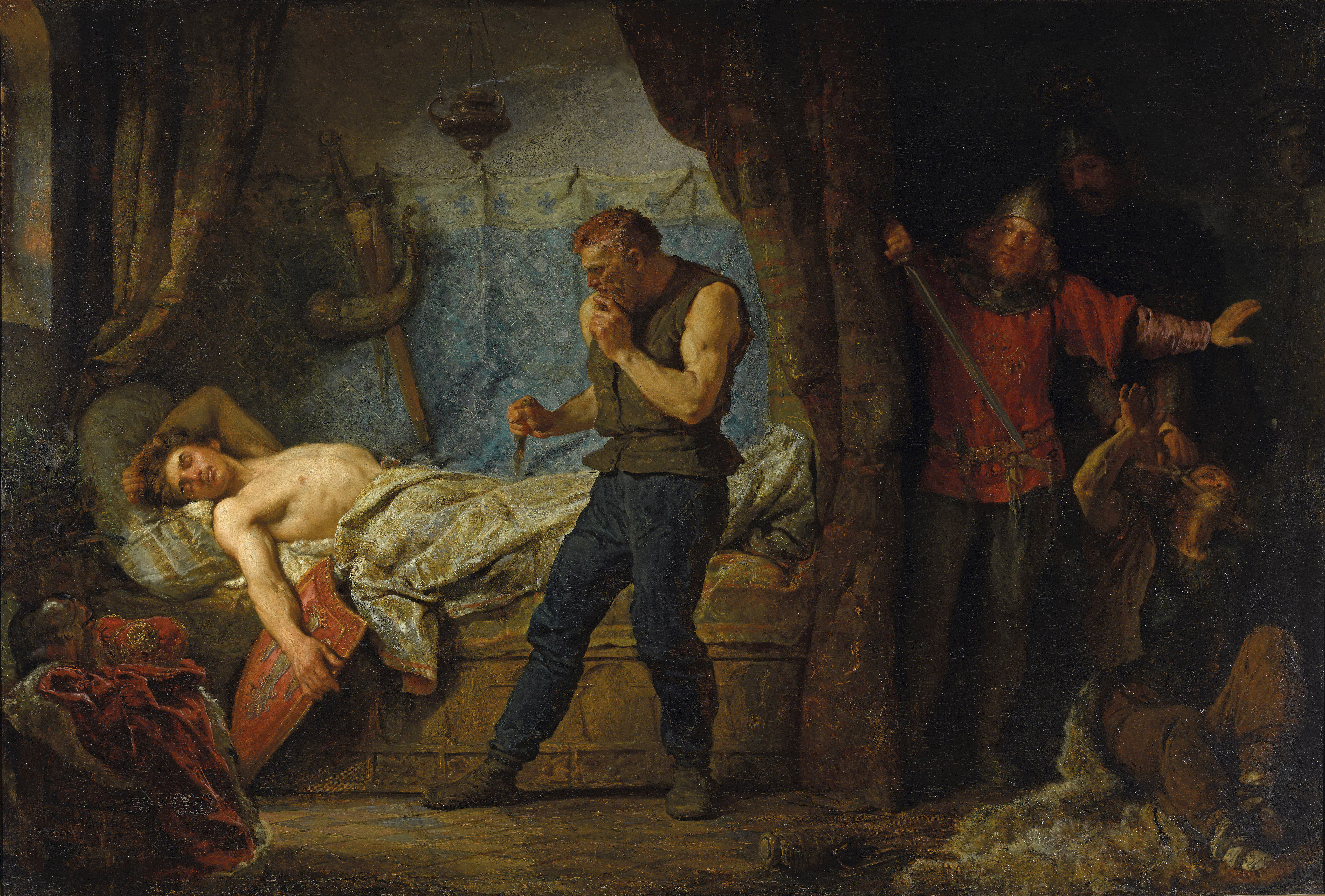
La morte di Premislao II, Museo nazionale di Varsavia
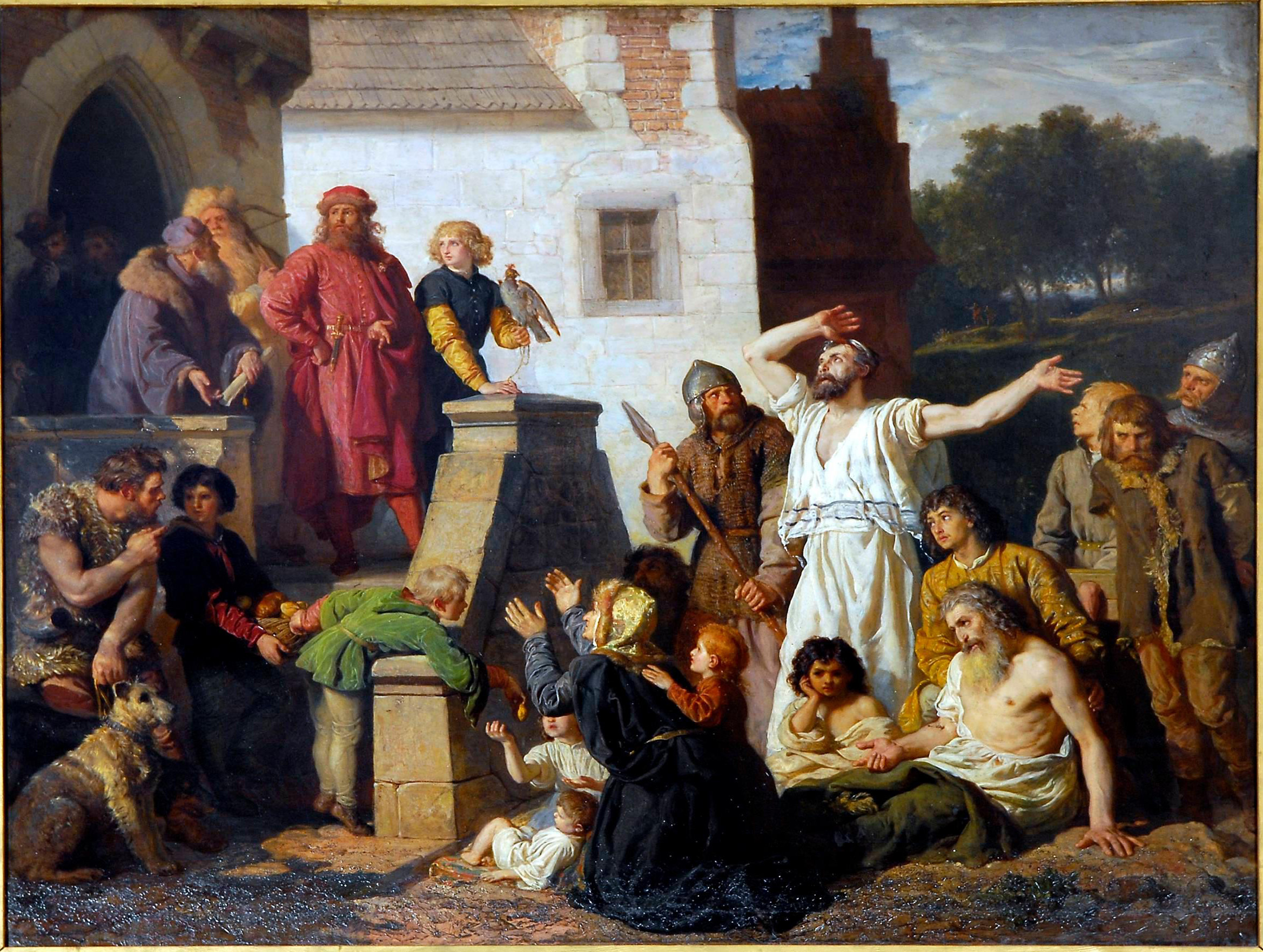
L'accoglienza degli ebrei, Museo nazionale di Varsavia

## Fotografie d'archivio di alcune opere d'arte trafugate dai tedeschi

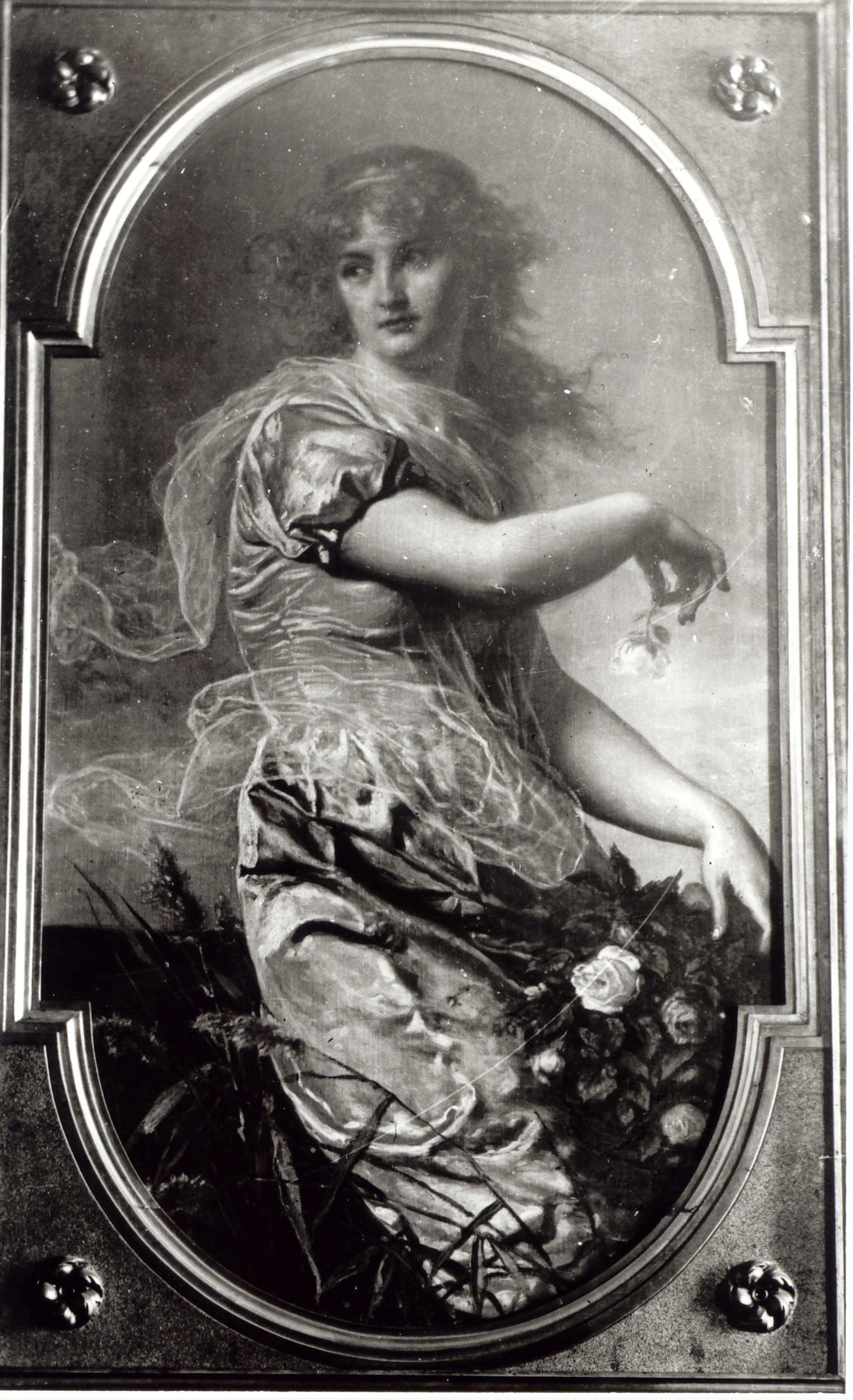
La mattina
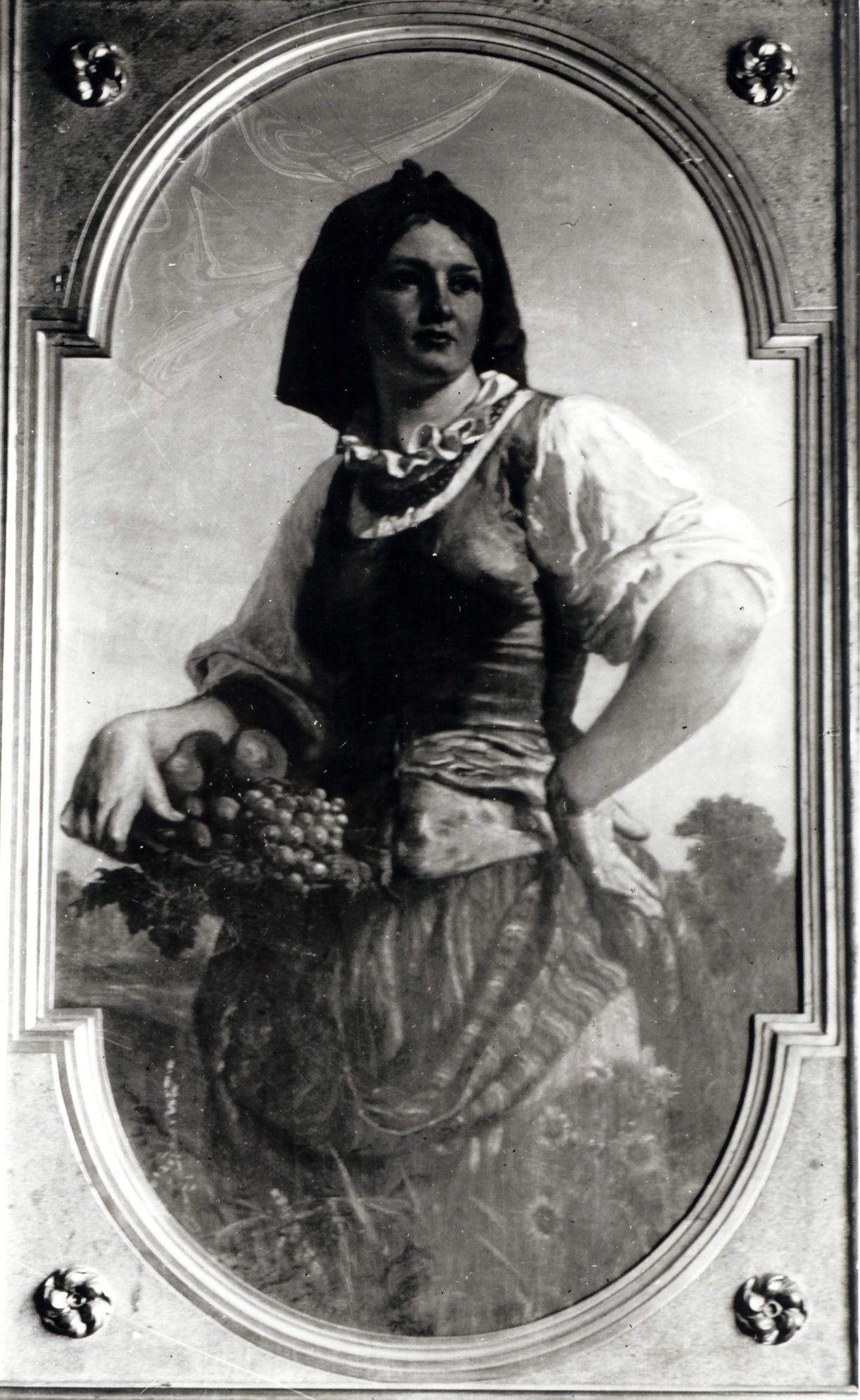
La sera
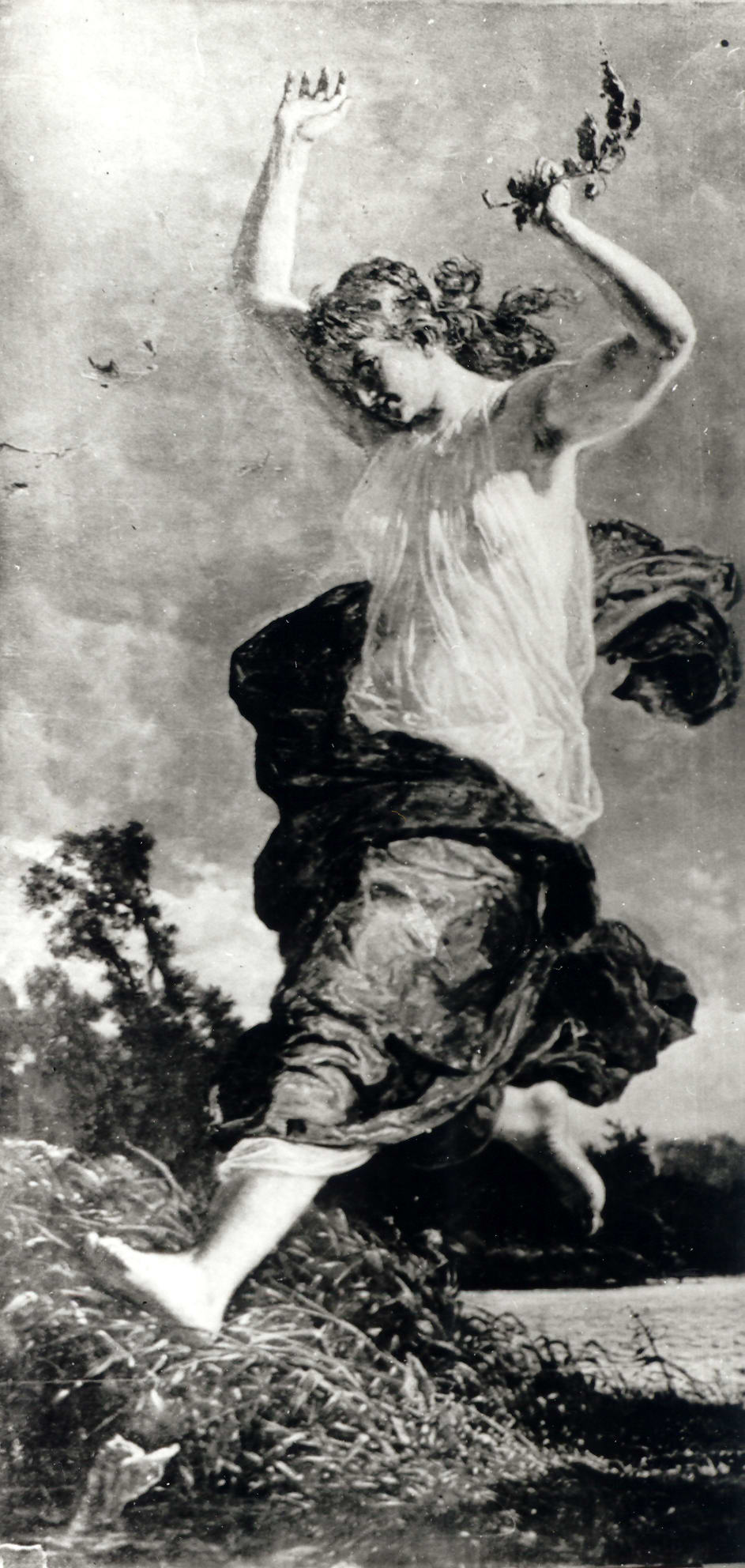
Tromba d'aria
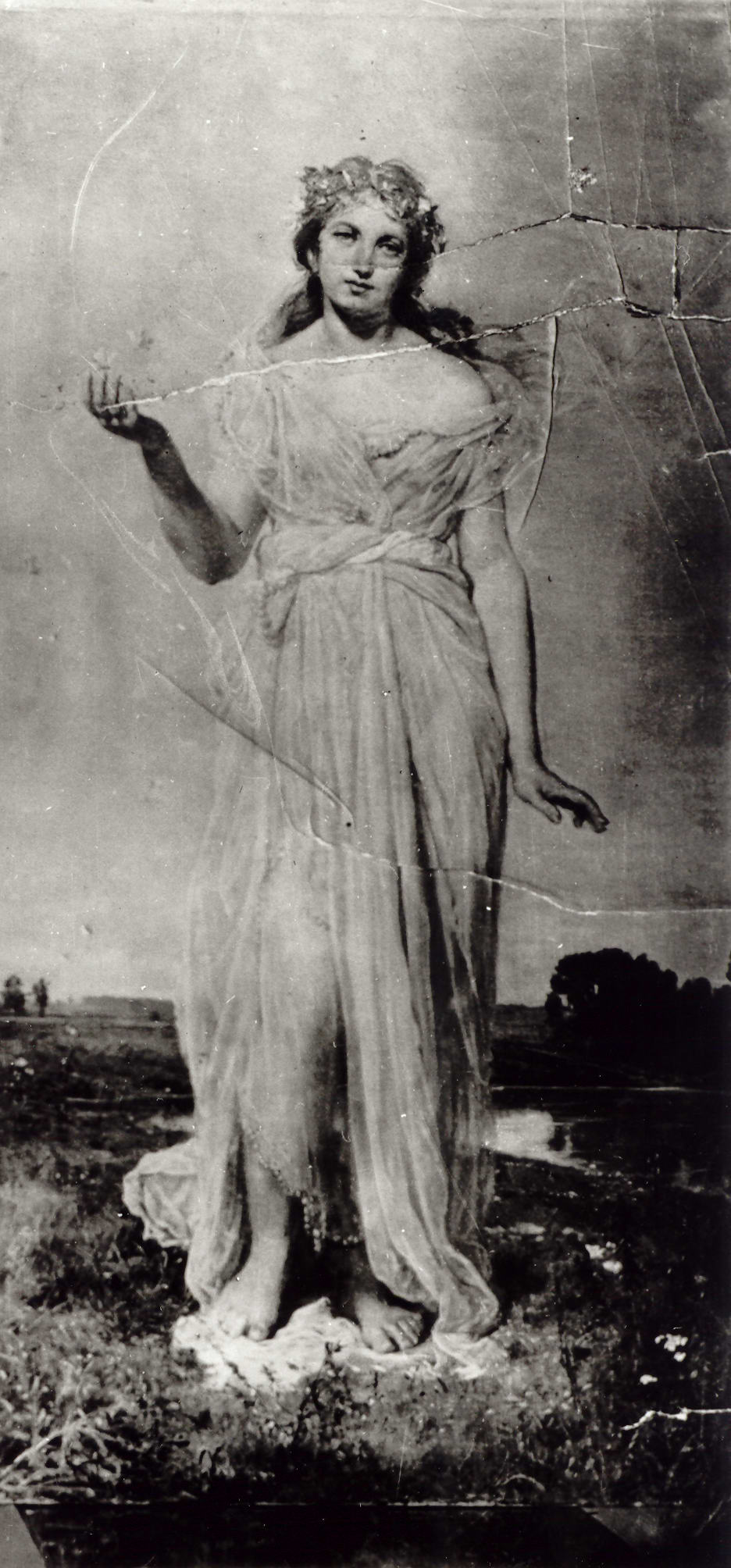
Il tempo atmosferico
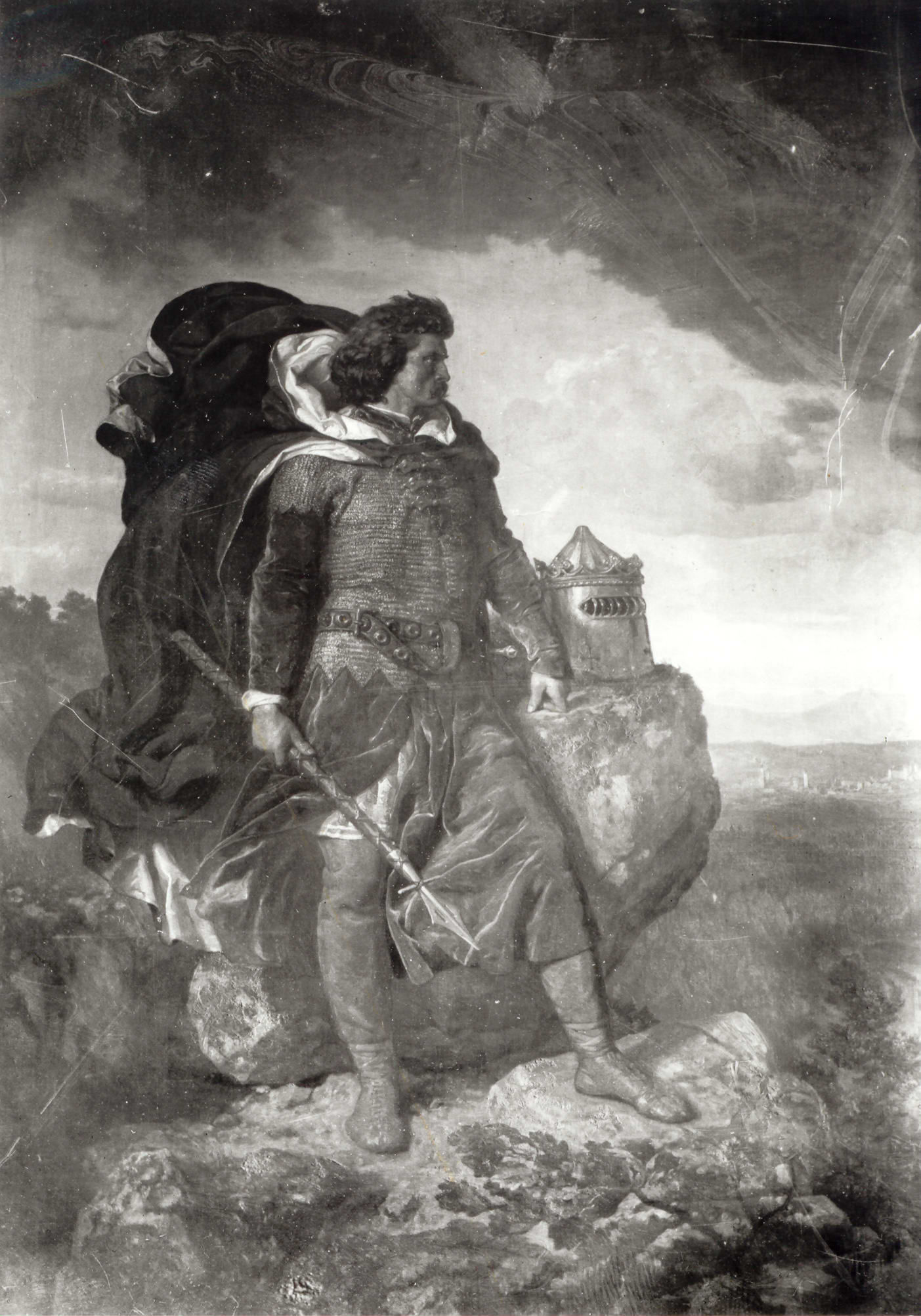
Łokietek su Skałki